# Воронёнок
Воронёнок, Маленькая Воро́на, (на языке сиу — Thaóyate Dúta — Та-Ойате-Дута — «Его Красный Народ», 1810—1863) — вождь мдевакантонов.
Воронёнок родился примерно в 1810 году на территории современного американского штата Миннесота. С началом второй половины XIX века санти-сиу заключили договор с правительством США и были вынуждены продать большую часть своих земель им. К 1857 году они проживали в небольшой резервации на реке Миннесота.
В 1862 году 1000 воинов санти-сиу под предводительством Воронёнка подняли восстание в Миннесоте, известное в истории как Восстание сиу. Поводом к восстанию послужили ужасные условия жизни в резервации. После ряда побед, одержанных индейцами, восстание было жестоко подавлено. Часть восставших укрылась в Канаде, другая часть приговорена к заключению. 303 индейцев приговорили к смертной казни, но только вмешательство президента Авраама Линкольна сократило число казнённых до 38. Воронёнок был застрелен белыми поселенцами 3 июля 1863 года.